# OggPCM
 (octobre 2017).
Si vous disposez d'ouvrages ou d'articles de référence ou si vous connaissez des sites web de qualité traitant du thème abordé ici, merci de compléter l'article en donnant les références utiles à sa vérifiabilité et en les liant à la section « Notes et références ».
OggPCM est un format audio utilisé pour encapsuler de l'audio non compressé dans un conteneur Ogg. Ce format est pour le moment[Quand ?] en cours de création est n'est pas destiné à une réelle utilisation. Les spécifications ne sont pas encore définitives.
Comme son nom l'indique, les données audio sont codées au format PCM.
Un flux OggPCM peut-être multiplexé avec d'autres flux tels que OggUVS, ou des métadonnées CMML.